# فهرست دانشکده‌های داروسازی ایران

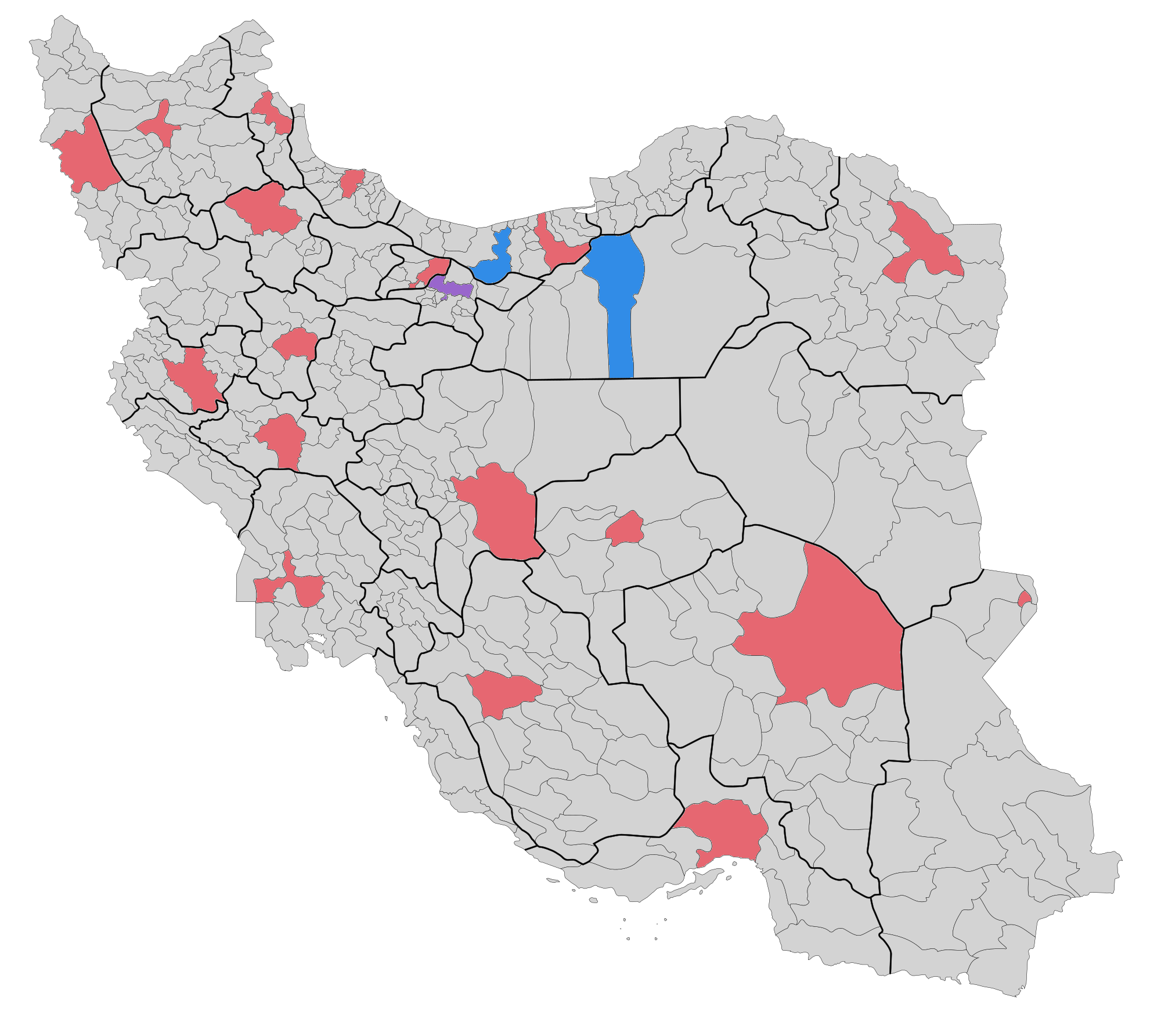
پراکندگی دانشکده‌های داروسازی در ایران
دانشکده‌های داروسازی دولتی
دانشکده‌های داروسازی آزاد
هردو

دانشکده‌های داروسازی دانشکده‌هایی هستند که وظیفه تربیت داروساز و ارائه خدمات آموزشی و درمانی را دارند. در حال حاضر ۲۴ دانشکده داروسازی دولتی و ۳ دانشکده داروسازی دانشگاه آزاد اسلامی در ایران فعال هستند.

## فهرست
| نام دانشکده                 | دانشگاه مادر                  | شهر      | سال تأسیس |
| --------------------------- | ----------------------------- | -------- | --------- |
| دانشکده داروسازی اردبیل     | دانشگاه علوم پزشکی اردبیل     | اردبیل   | ۱۳۹۲      |
| دانشکده داروسازی ارومیه     | دانشگاه علوم پزشکی ارومیه     | ارومیه   | ۱۳۹۱      |
| دانشکده داروسازی اصفهان     | دانشگاه علوم پزشکی اصفهان     | اصفهان   | ۱۳۳۵      |
| دانشکده داروسازی البرز      | دانشگاه علوم پزشکی البرز      | کرج      | ۱۳۹۵      |
| دانشکده داروسازی اهواز      | دانشگاه علوم پزشکی جندی‌شاپور  | اهواز    | ۱۳۵۴      |
| دانشکده داروسازی ایران      | دانشگاه علوم پزشکی ایران      | تهران    | ۱۳۹۴      |
| دانشکده داروسازی بابل       | دانشگاه علوم پزشکی بابل       | بابل     | ۱۴۰۲      |
| دانشکده داروسازی بقیةالله   | دانشگاه علوم پزشکی بقیةالله   | تهران    | ۱۳۹۳      |
| دانشکده داروسازی تبریز      | دانشگاه علوم پزشکی تبریز      | تبریز    | ۱۳۲۸      |
| دانشکده داروسازی تهران      | دانشگاه علوم پزشکی تهران      | تهران    | ۱۳۱۳      |
| دانشکده داروسازی زابل       | دانشگاه علوم پزشکی زابل       | زابل     | ۱۳۸۵      |
| دانشکده داروسازی زنجان      | دانشگاه علوم پزشکی زنجان      | زنجان    | ۱۳۸۵      |
| دانشکده داروسازی شهید بهشتی | دانشگاه علوم پزشکی شهید بهشتی | تهران    | ۱۳۶۶      |
| دانشکده داروسازی شیراز      | دانشگاه علوم پزشکی شیراز      | شیراز    | ۱۳۶۹      |
| دانشکده داروسازی کرمان      | دانشگاه علوم پزشکی کرمان      | کرمان    | ۱۳۶۶      |
| دانشکده داروسازی کرمانشاه   | دانشگاه علوم پزشکی کرمانشاه   | کرمانشاه | ۱۳۸۱      |
| دانشکده داروسازی گیلان      | دانشگاه علوم پزشکی گیلان      | رشت      | ۱۳۹۱      |
| دانشکده داروسازی لرستان     | دانشگاه علوم پزشکی لرستان     | خرم‌آباد  | ۱۳۹۳      |
| دانشکده داروسازی مازندران   | دانشگاه علوم پزشکی مازندران   | ساری     | ۱۳۷۳      |
| دانشکده داروسازی مشهد       | دانشگاه علوم پزشکی مشهد       | مشهد     | ۱۳۵۰      |
| دانشکده داروسازی هرمزگان    | دانشگاه علوم پزشکی هرمزگان    | بندرعباس | ۱۳۹۴      |
| دانشکده داروسازی همدان      | دانشگاه علوم پزشکی همدان      | همدان    | ۱۳۸۷      |
| دانشکده داروسازی یزد        | دانشگاه علوم پزشکی شهید صدوقی | یزد      | ۱۳۸۸      |

 دانشکده داروسازی سمنان علوم پزشکی سمنان ۱۴۰۲
دانشکده داروسازی بیرجند ۱۳۹۹

### دانشگاه‌های آزاد اسلامی
| نام دانشکده                               | دانشگاه مادر                         | شهر    | سال تأسیس |
| ----------------------------------------- | ------------------------------------ | ------ | --------- |
| دانشکده داروسازی آزاد آمل                 | دانشگاه آزاد اسلامی واحد آمل         | آمل    | ۱۳۹۳      |
| دانشکده داروسازی و علوم دارویی آزاد تهران | دانشگاه علوم پزشکی آزاد اسلامی تهران | تهران  | ۱۳۶۴      |
| دانشکده داروسازی آزاد دامغان              | دانشگاه آزاد اسلامی واحد دامغان      | دامغان | ۱۳۹۳      |